# Powersville (Misuri)
Powersville es una villa ubicada en el condado de Putnam en el estado estadounidense de Misuri. En el Censo de 2010 tenía una población de 60 habitantes y una densidad poblacional de 40,93 personas por km².

## Geografía
Powersville se encuentra ubicada en las coordenadas 40°32′59″N 93°17′59″O / 40.54972, -93.29972. Según la Oficina del Censo de los Estados Unidos, Powersville tiene una superficie total de 1.47 km², de la cual 1.46 km² corresponden a tierra firme y (0.35%) 0.01 km² es agua.

## Demografía
Según el censo de 2010, había 60 personas residiendo en Powersville. La densidad de población era de 40,93 hab./km². De los 60 habitantes, Powersville estaba compuesto por el 98.33% blancos, el 0% eran afroamericanos, el 0% eran amerindios, el 0% eran asiáticos, el 0% eran isleños del Pacífico, el 0% eran de otras razas y el 1.67% pertenecían a dos o más razas. Del total de la población el 0% eran hispanos o latinos de cualquier raza.